# Slaves of Destiny
Slaves of Destiny é um filme mudo do gênero drama produzido no Reino Unido e lançado em 1924. É baseado no romance Miranda of the Balcony, de A. E. W. Mason.